# جويمينيك روس
جويمينيك روس (بالإسبانية: Joandomènec Ros)‏ (و. 1946  م) هو أستاذ جامعي، وباحث، وعالم أحياء، وعالم بيئة، وكاتب إسباني، ولد في برشلونة.

## مناصب
تولى منصب رئيس معهد الدراسات الكتالونية ‏ (منذ 1 سبتمبر 2013)
- النائب الأول لرئيس معهد الدراسات الكتالونية ‏ (2009–2013)

.

## التعليم
تعلم في جامعة برشلونة
.

## جوائز
حصل على جوائز منها:
- كريو دي سانت جوردي (2016)[3]
- Narcís Monturiol Prize  [لغات أخرى]‏ (2006)